# H2BFWT
A família de histonas H2B, membro W, específica do testículo é uma proteína que em humanos é codificada pelo gene H2BFWT.

## Função
As histonas são proteínas nucleares básicas responsáveis pela estrutura do nucleossomo da fibra cromossômica em eucariotos. Duas moléculas de cada uma das quatro histonas centrais (H2A, H2B, H3 e H4) formam um octâmero, em torno do qual aproximadamente 146 pb de DNA são envoltos em unidades repetidas, chamadas nucleossomos. A histona ligante, H1, interage com o DNA ligante entre os nucleossomos e funciona na compactação da cromatina em estruturas de ordem superior. Este gene codifica um membro da família de histonas H2B que é especificamente expresso nos núcleos dos espermatozoides. Um polimorfismo na 5'UTR deste gene está associado à infertilidade masculina.